# Čelić
Čelić (v srbské cyrilici Челић) je město v Tuzlanském kantonu na severu Bosny a Hercegoviny. Nachází se na rozhraní regionu Posáví a pohoří Majevica, na hranici s Republikou srbskou. Je centrem stejnojmenné općiny. V roce 1991 měl Čelić 3215 obyvatel.
V Čelići se stéká několik menších říček (Šibošnica, Gljica, Čelička rijeka) v říčku Lukavac. 